# Centrum Nauki Kopernik w Warszawie

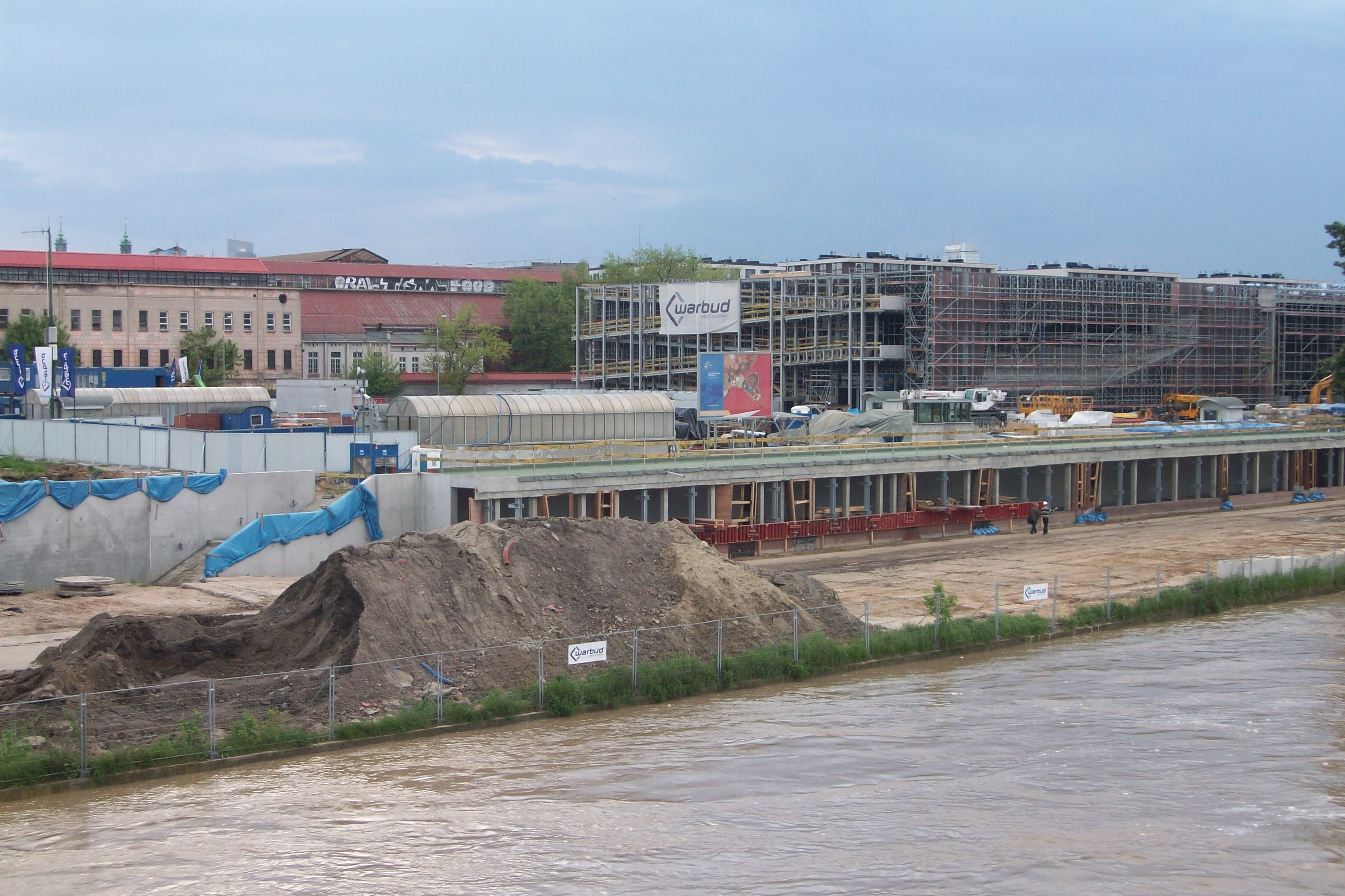
Budowa, 20 maja 2010

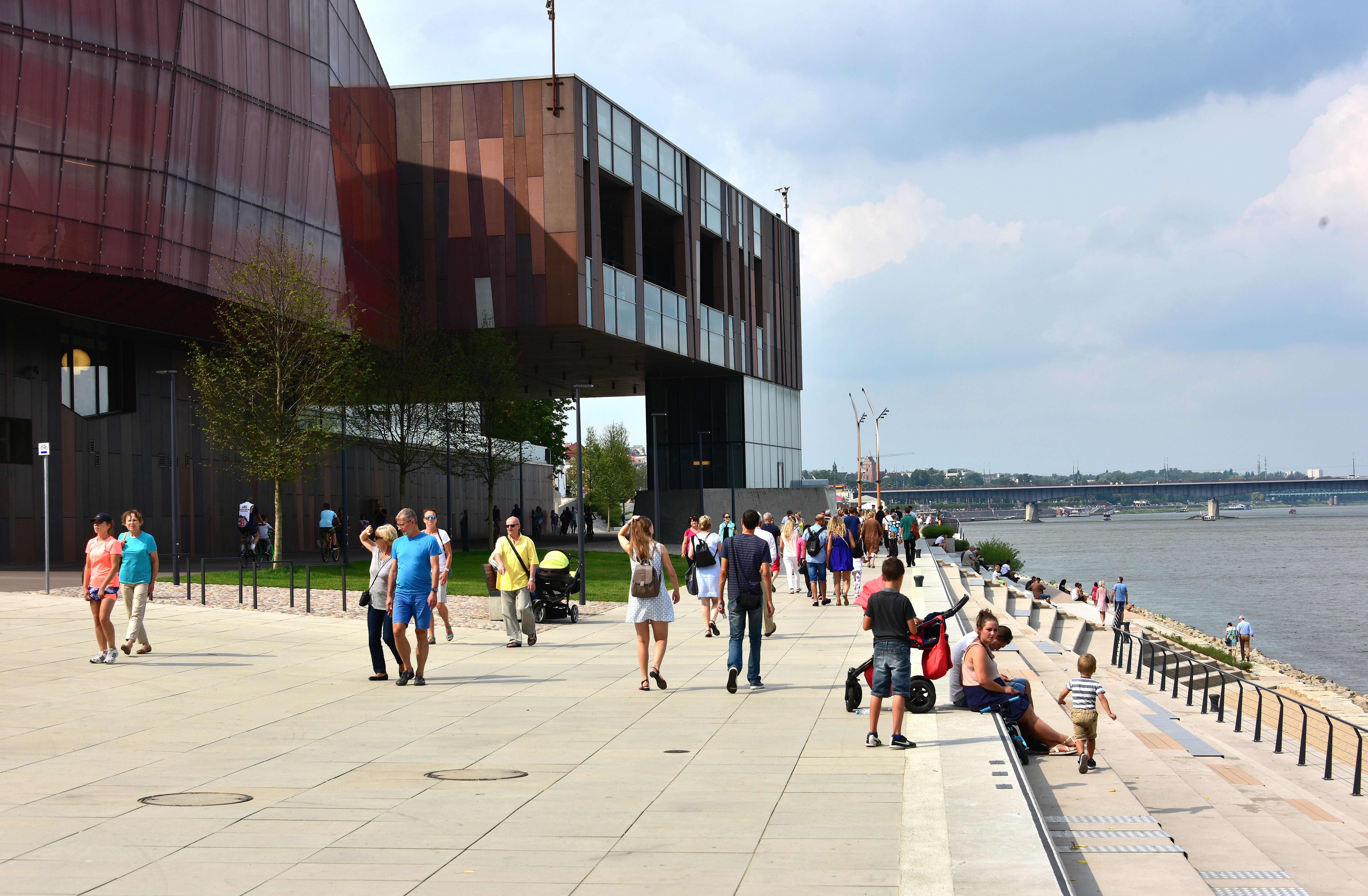
Budynek od strony bulwarów wiślanych

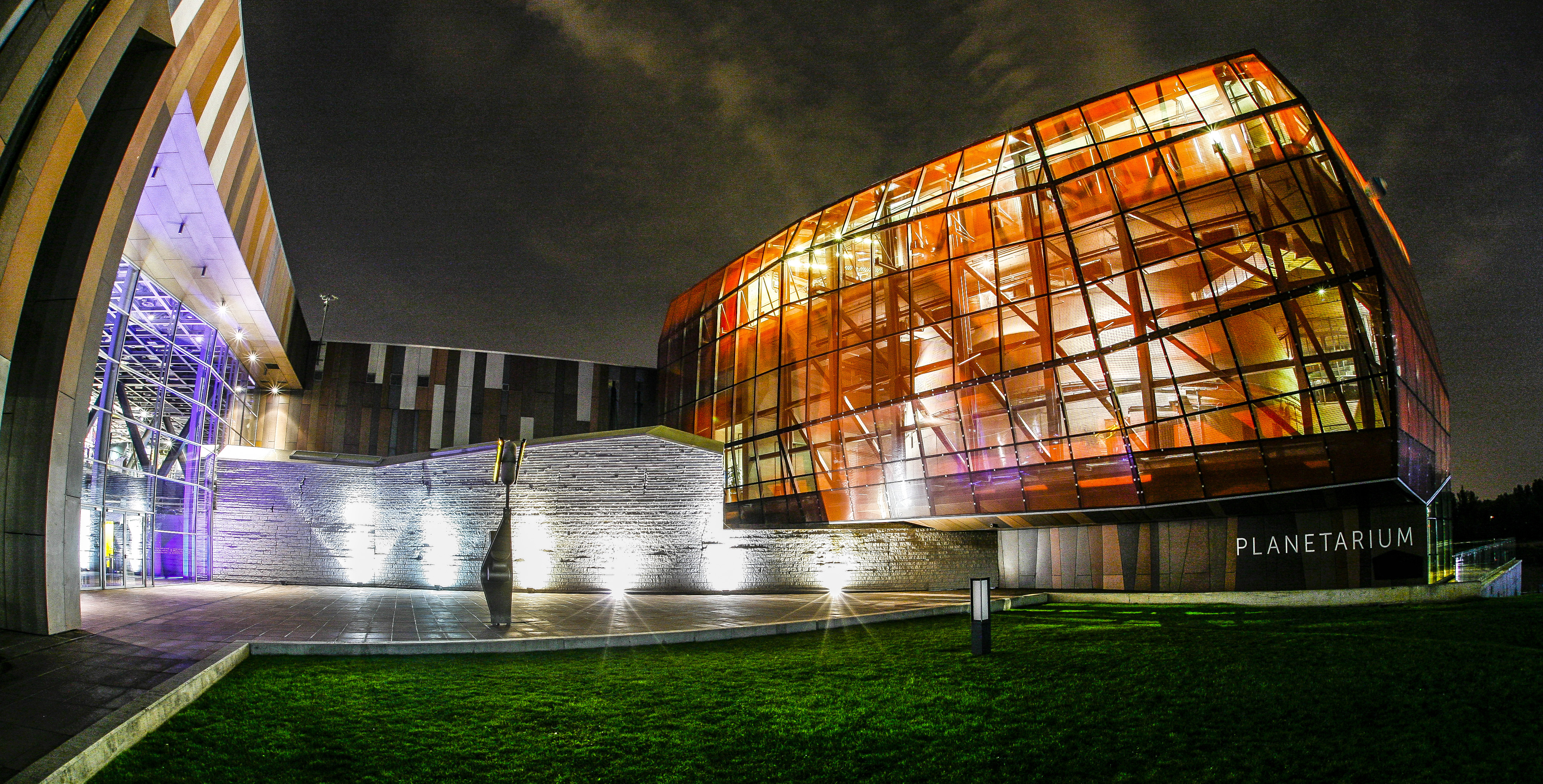
Budynek Planetarium Niebo Kopernika nocą

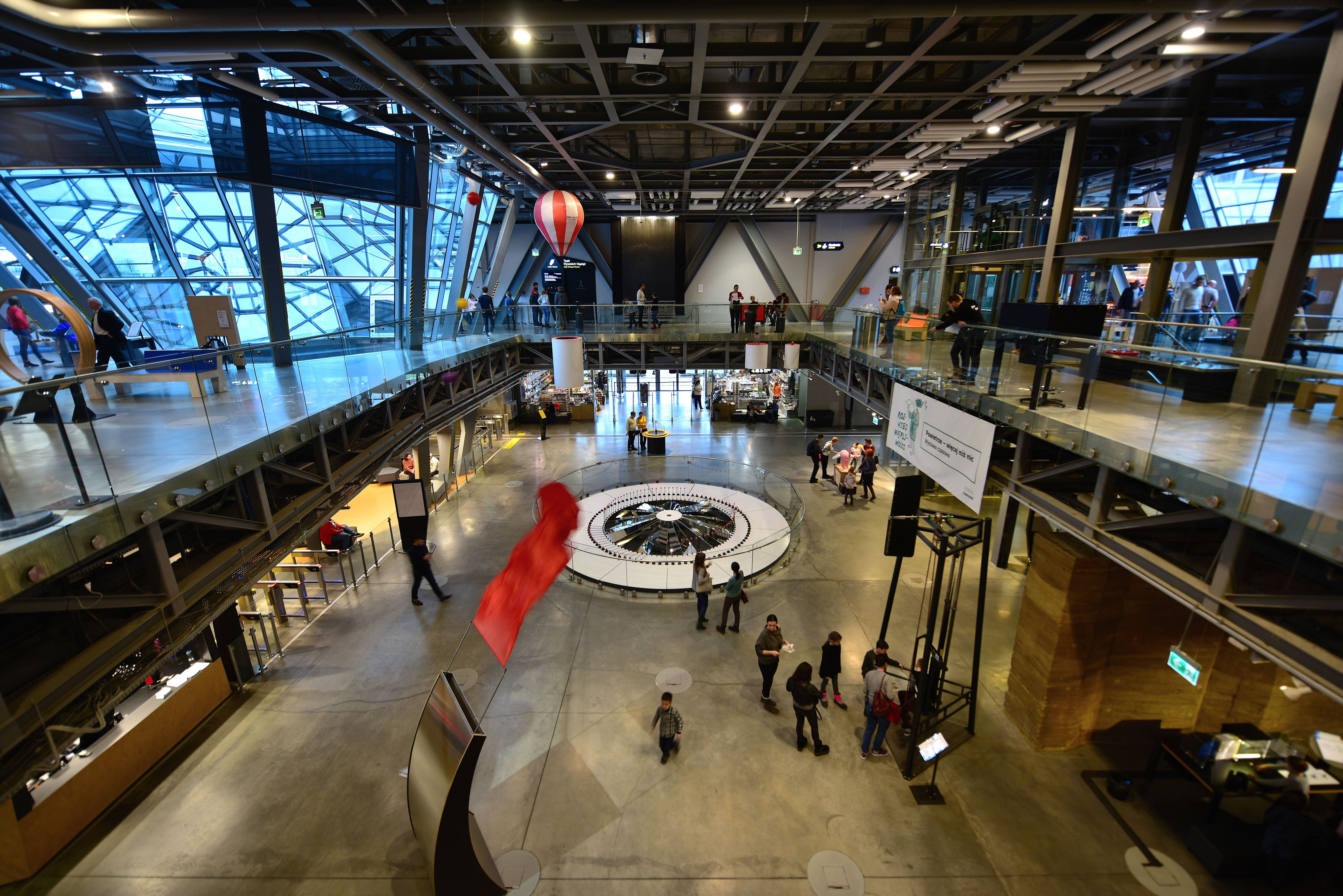
Wnętrze budynku głównego

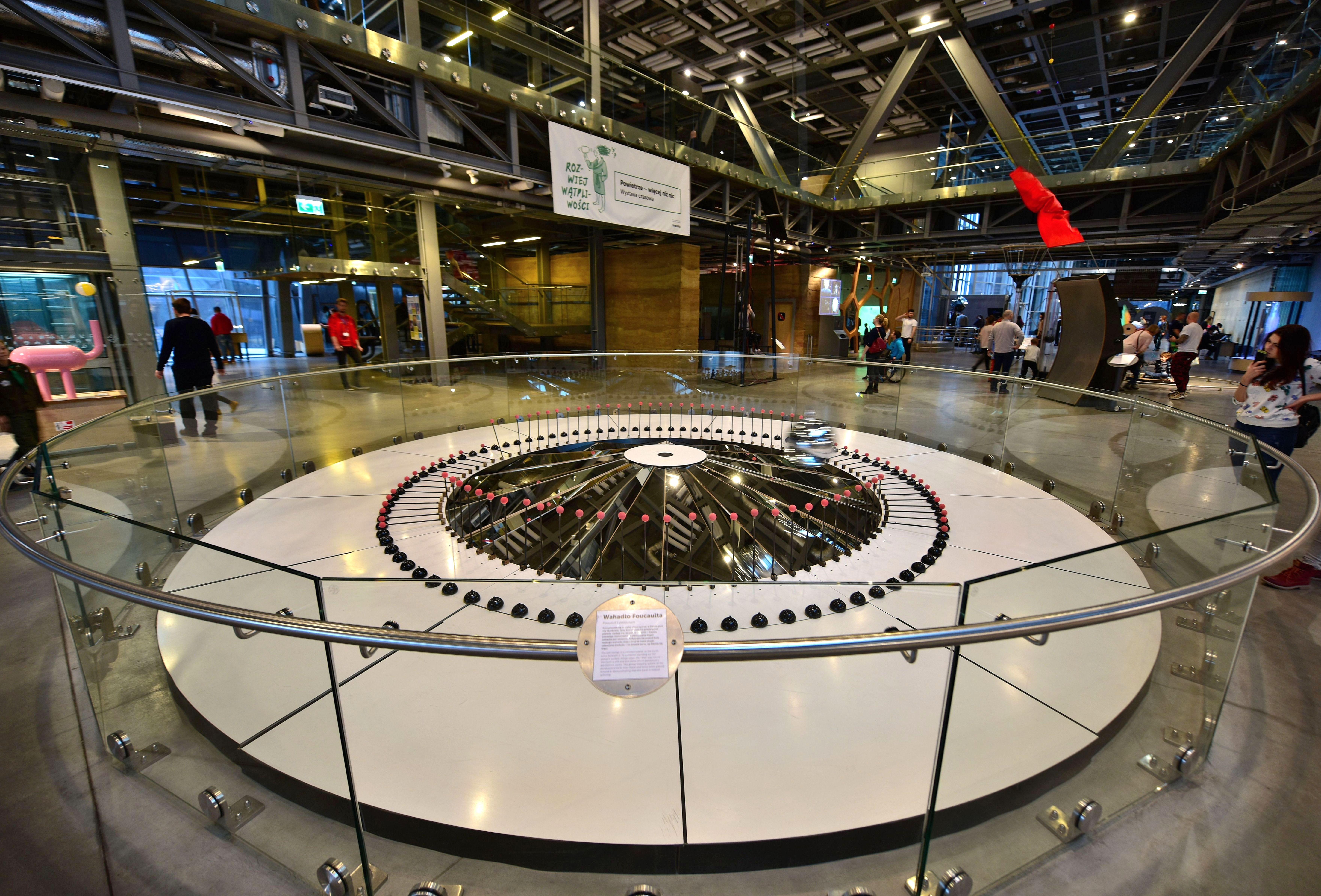
Wahadło Foucaulta w holu głównym

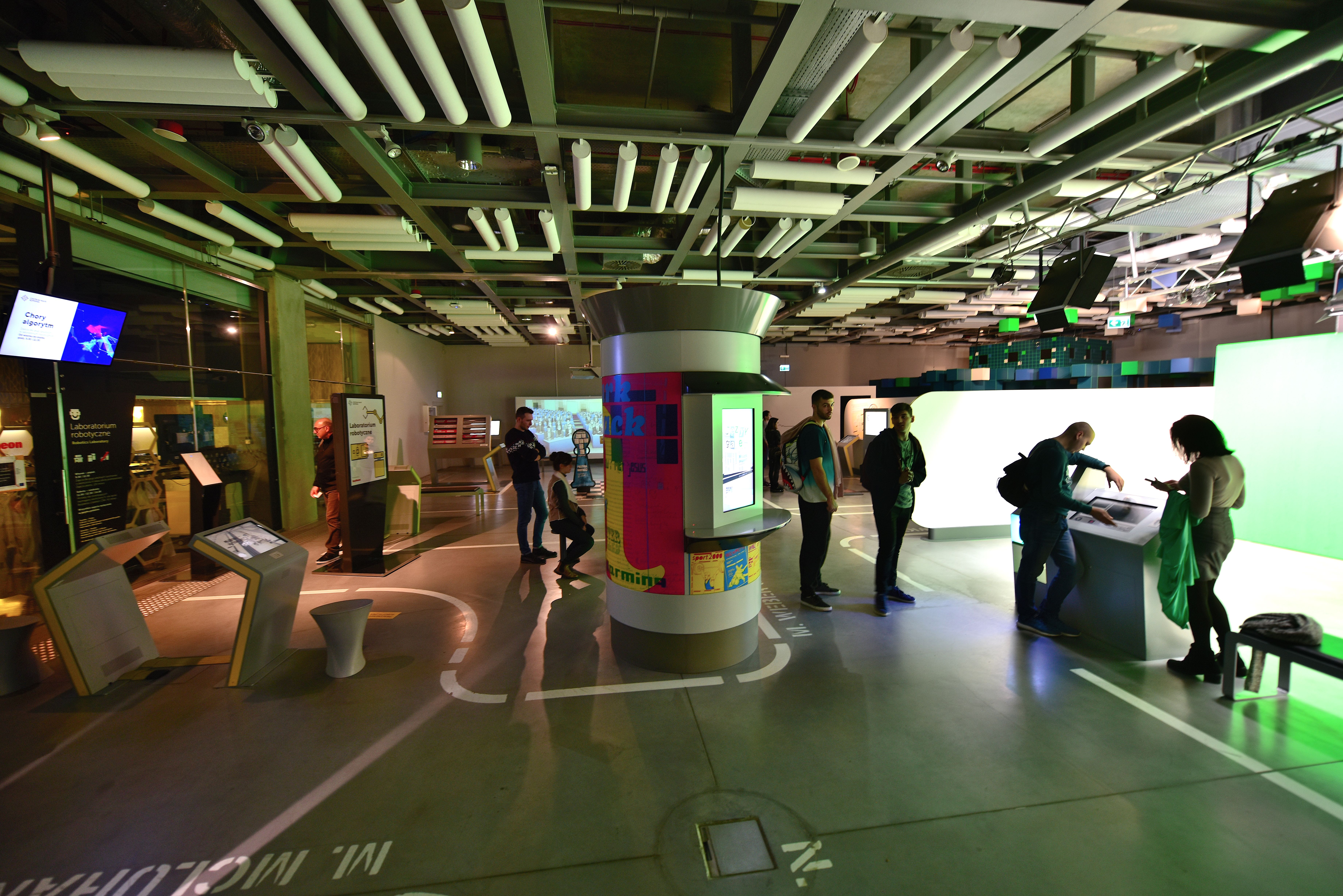
Wejście laboratorium robotycznego oraz część poświęcona manipulacji i polityce

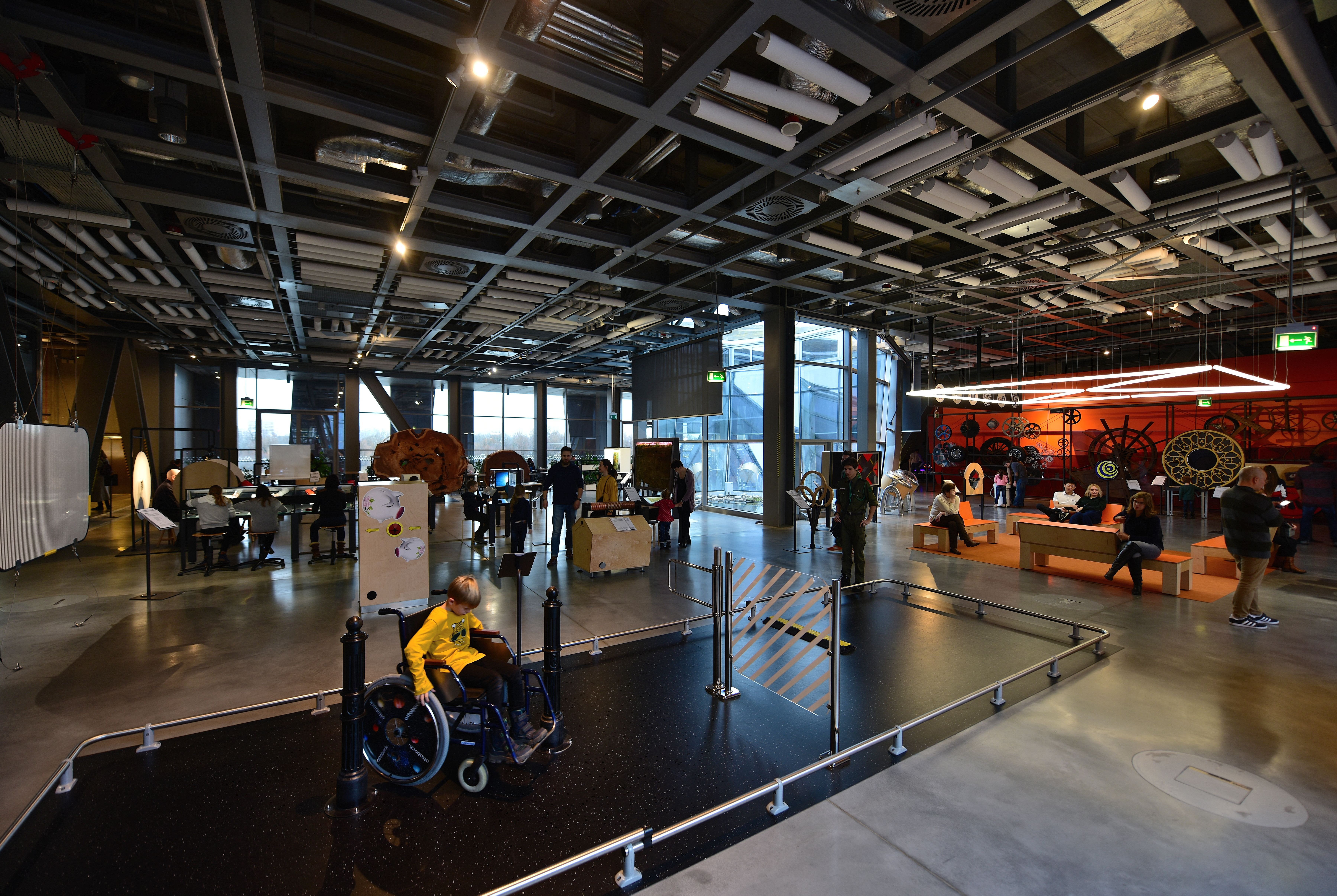
Fragment galerii Człowiek i środowisko, na pierwszym planie Labirynt przeszkód pozwalający zrozumieć problemy, z jakimi muszą się mierzyć osoby poruszające się na wózkach inwalidzkich

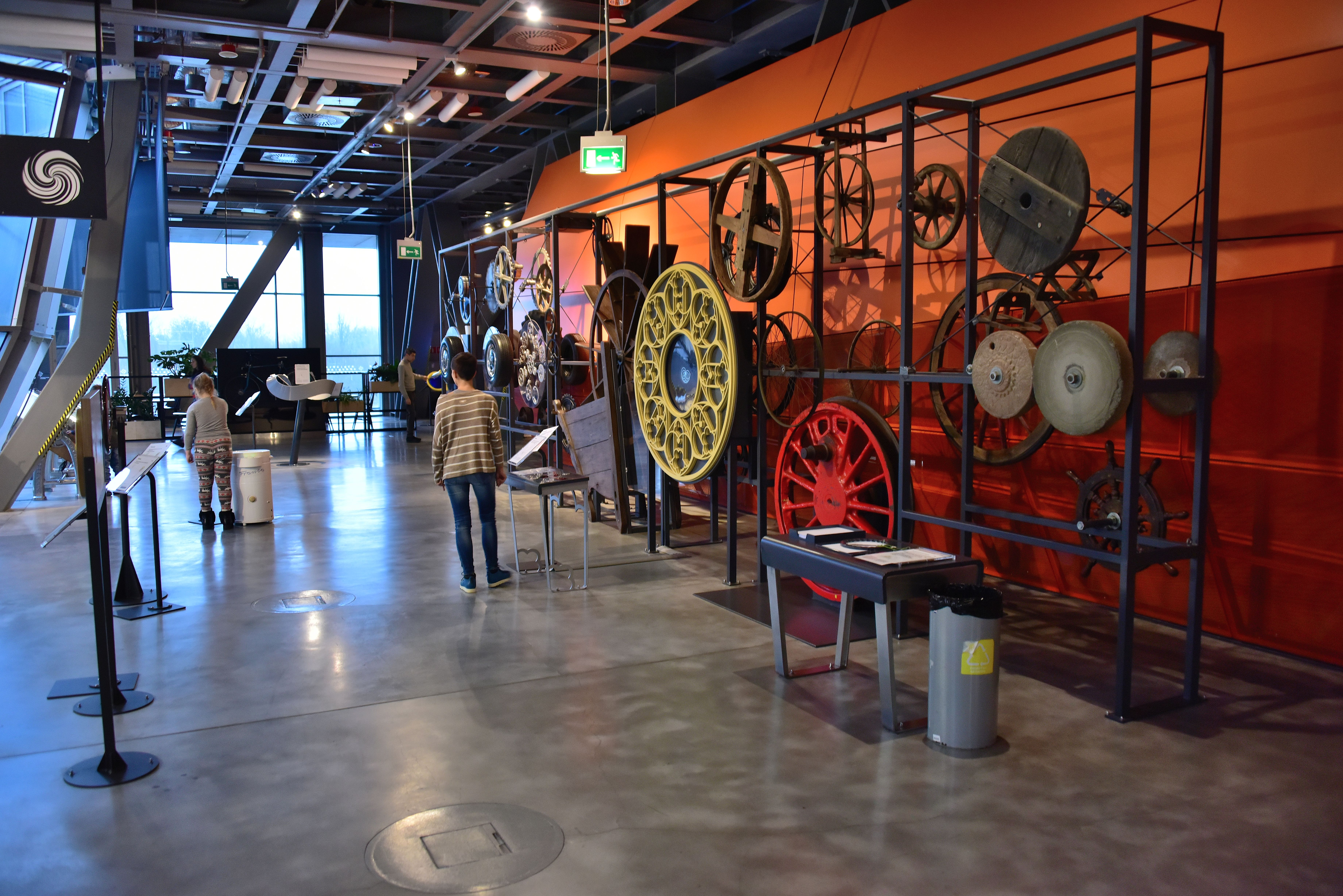
Kompozycja z kół zamachowych ludzkiej cywilizacji

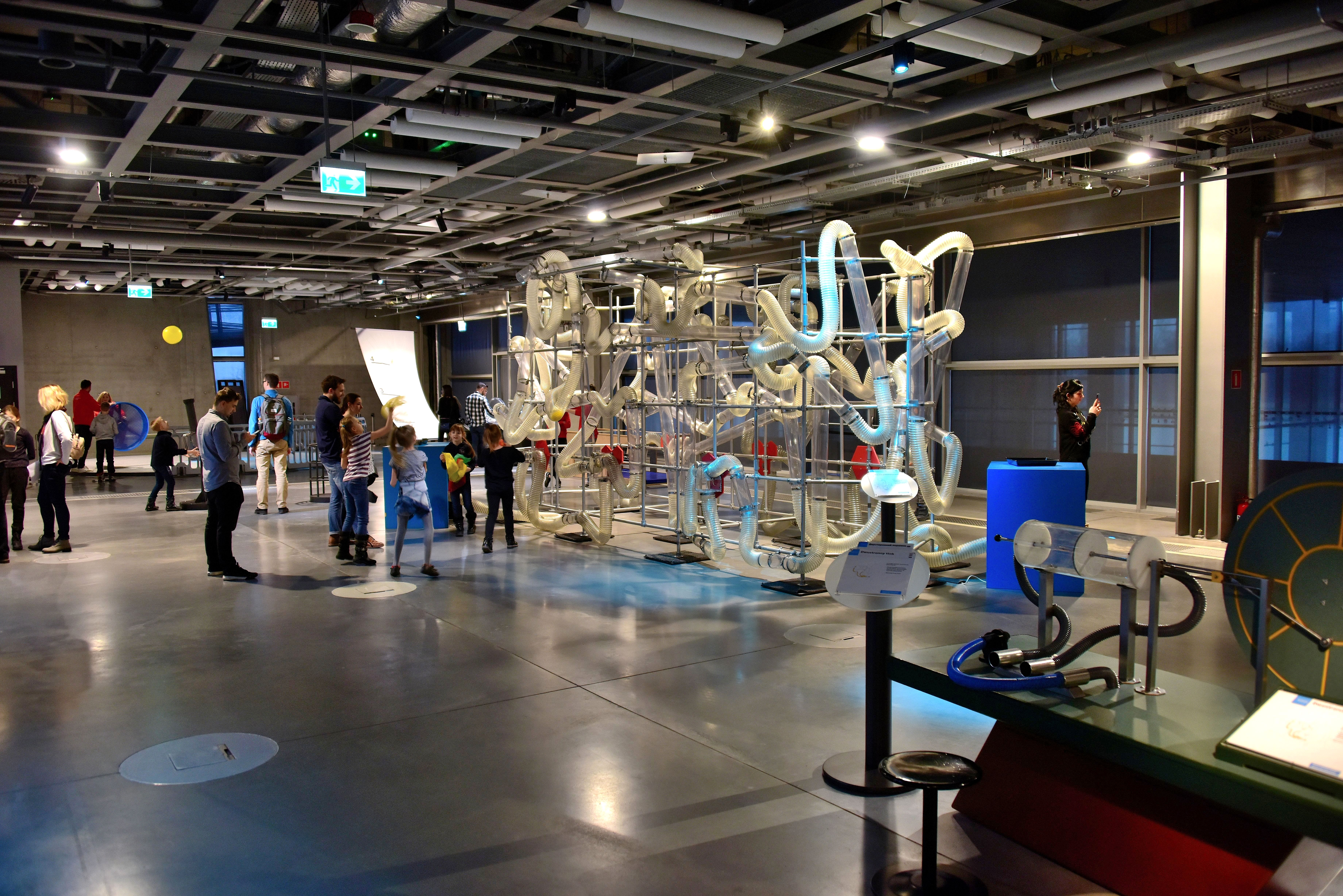
Jedna z instalacji

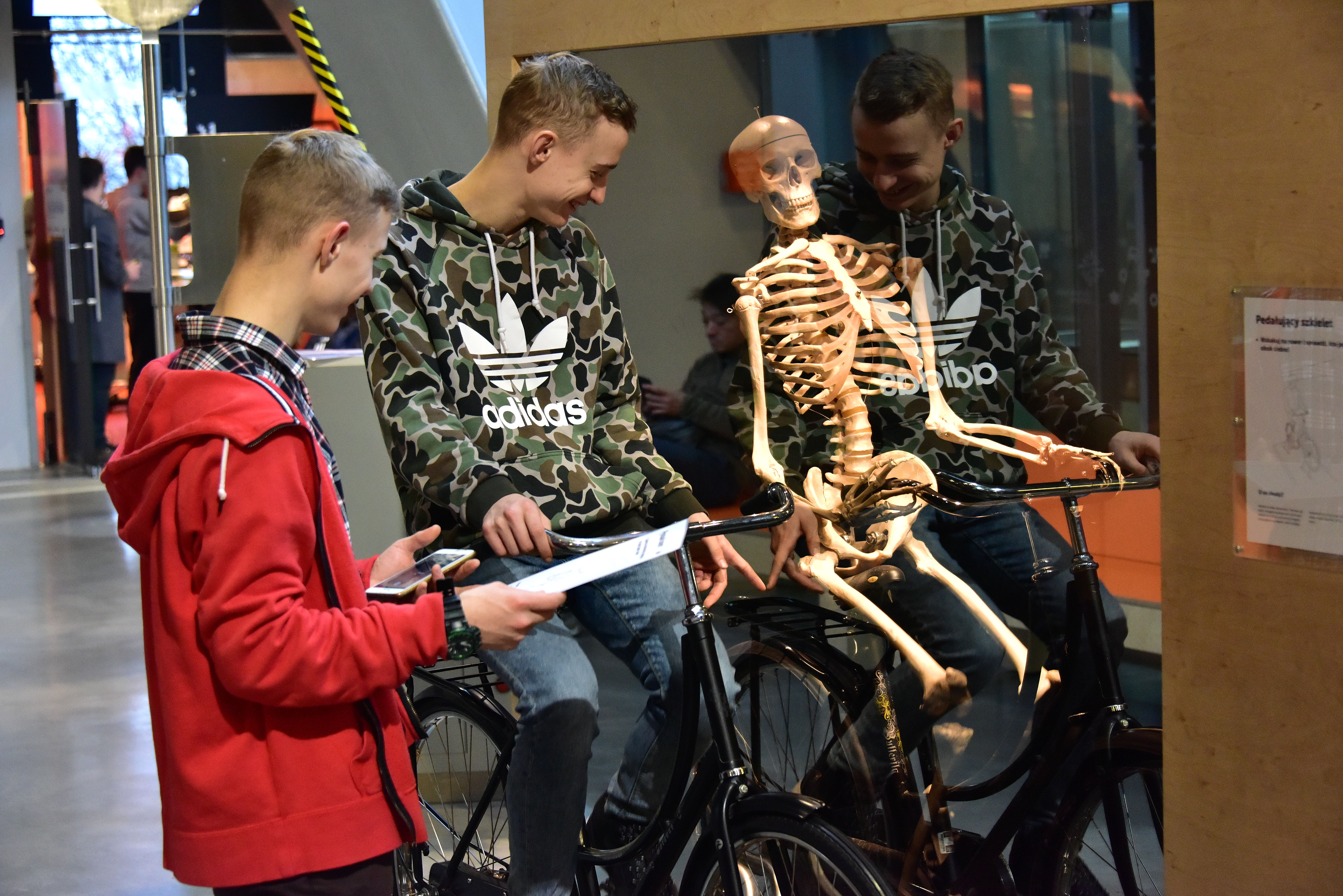
Stanowisko Pedałujący szkielet

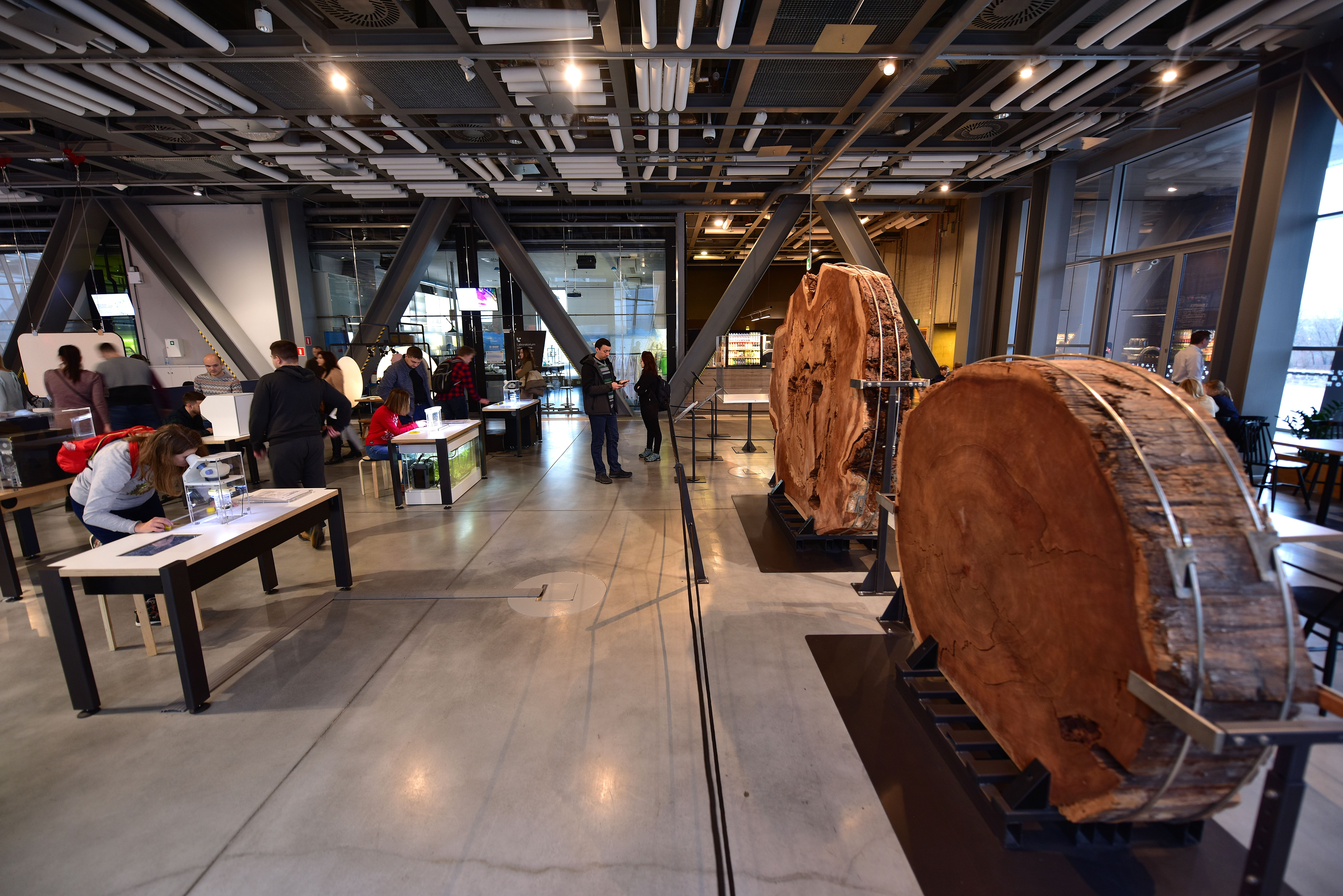
Stanowiska do eksperymentowania, po prawej fragmenty pni sekwoi

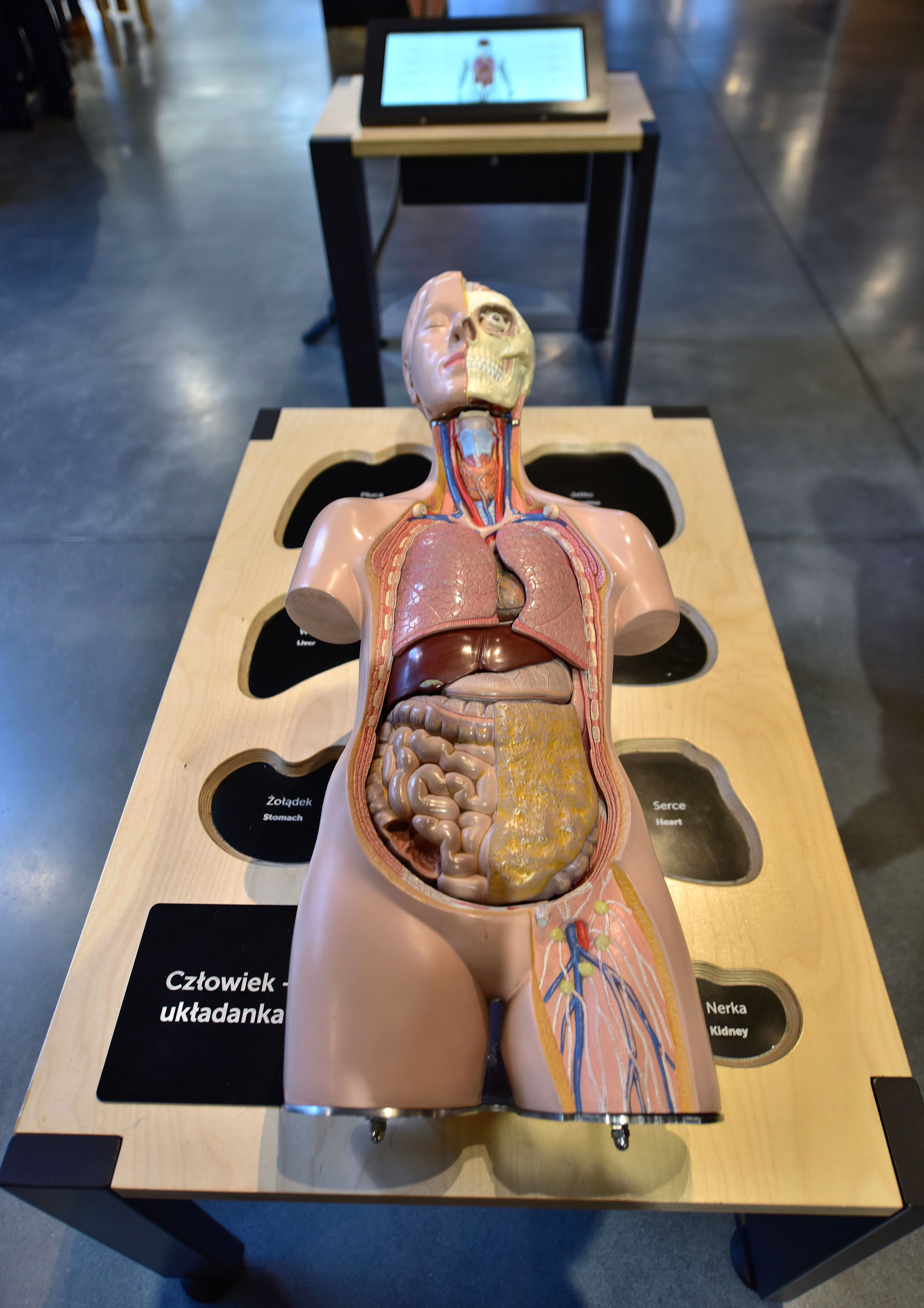
Człowiek – układanka

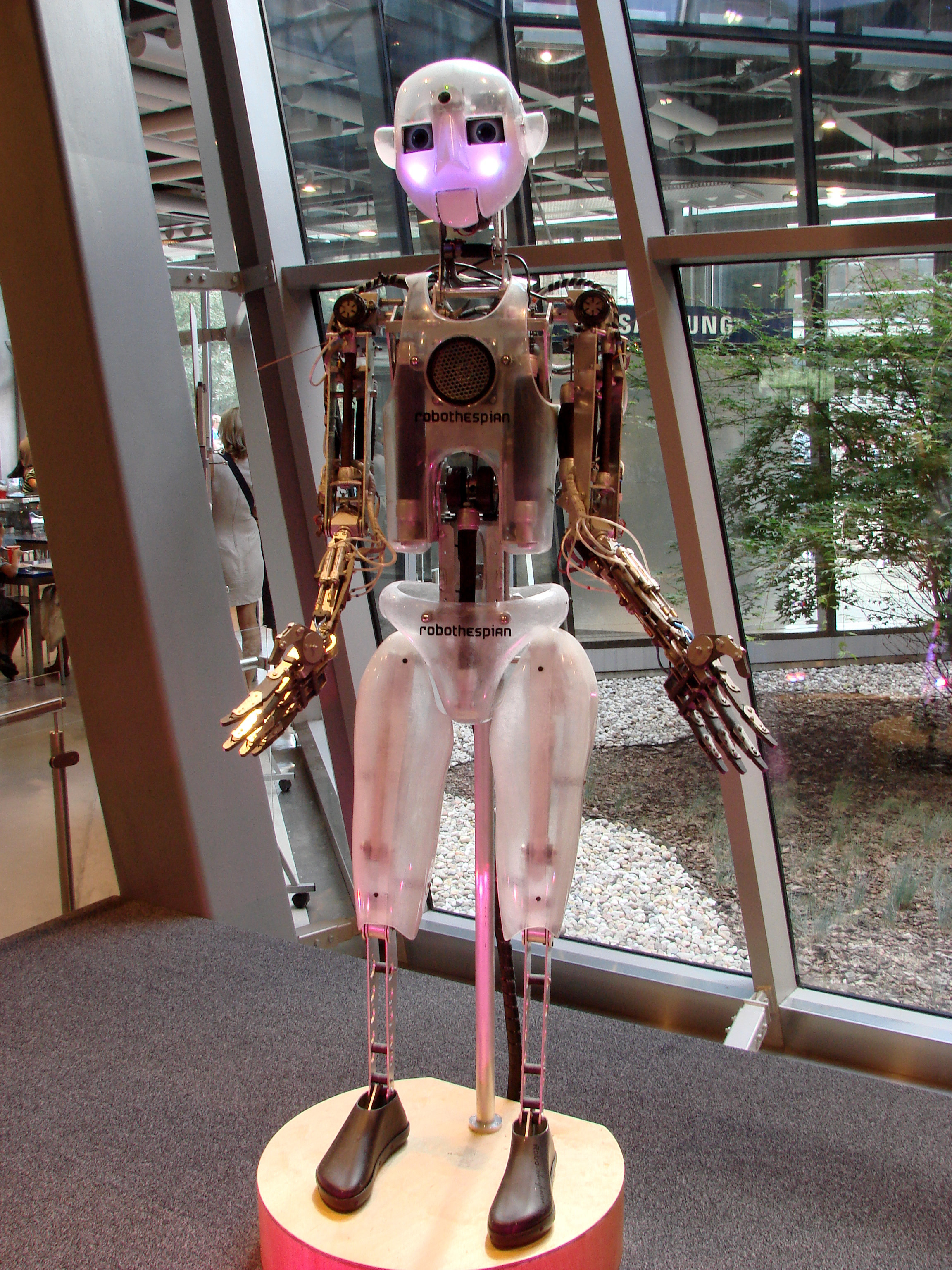
Jeden z robotów

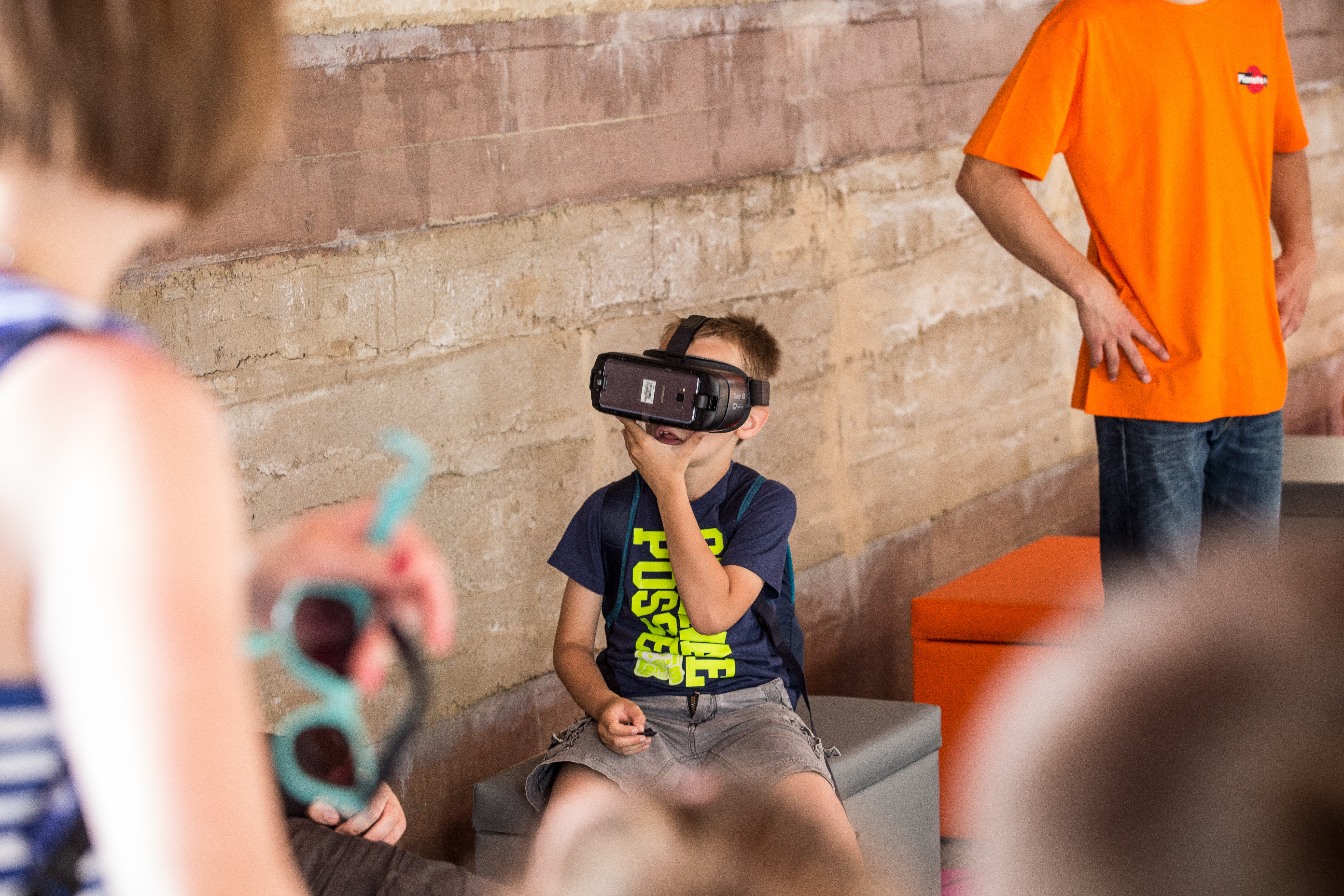
Warsztaty plenerowe, lato 2017 r.

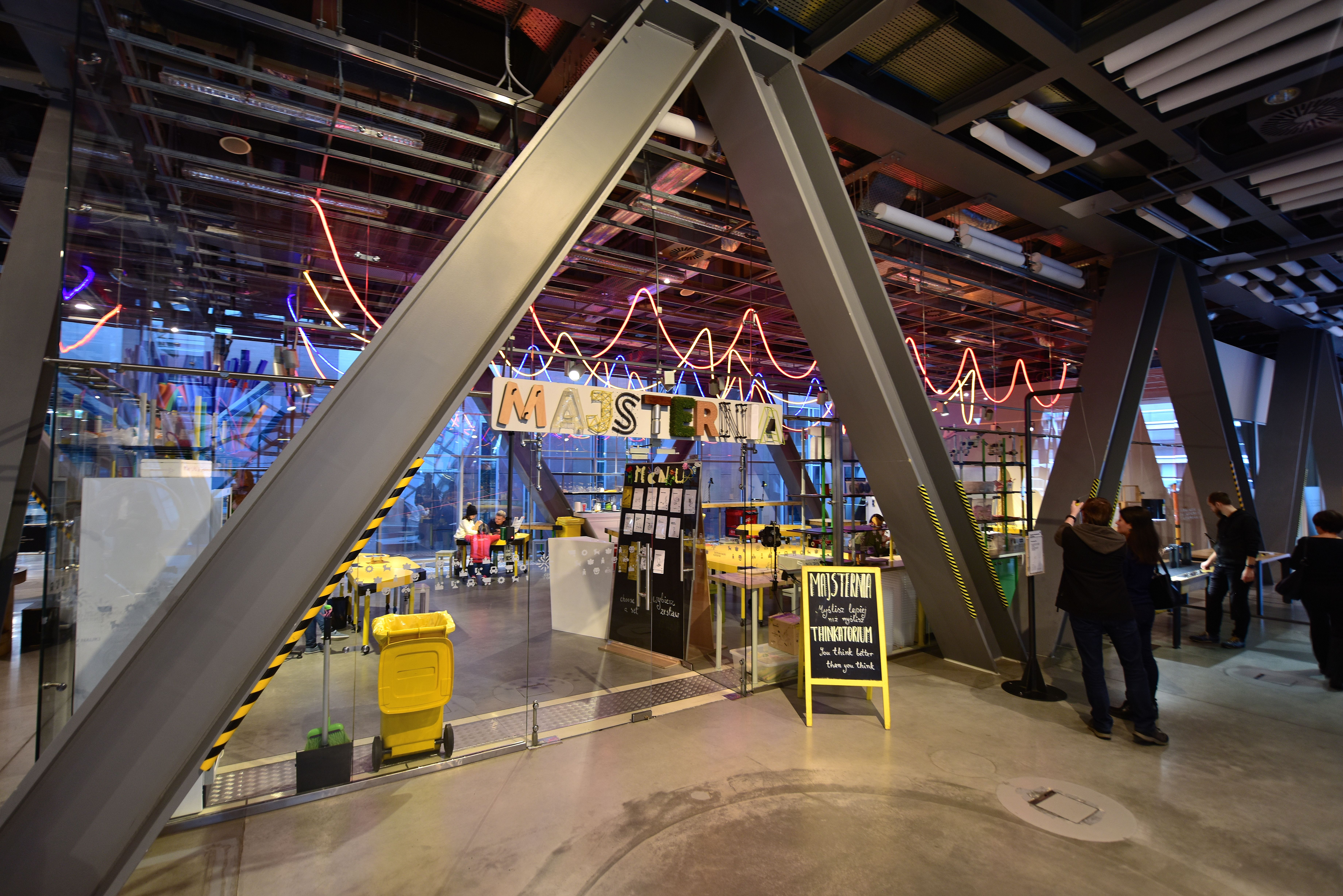
Majsternia

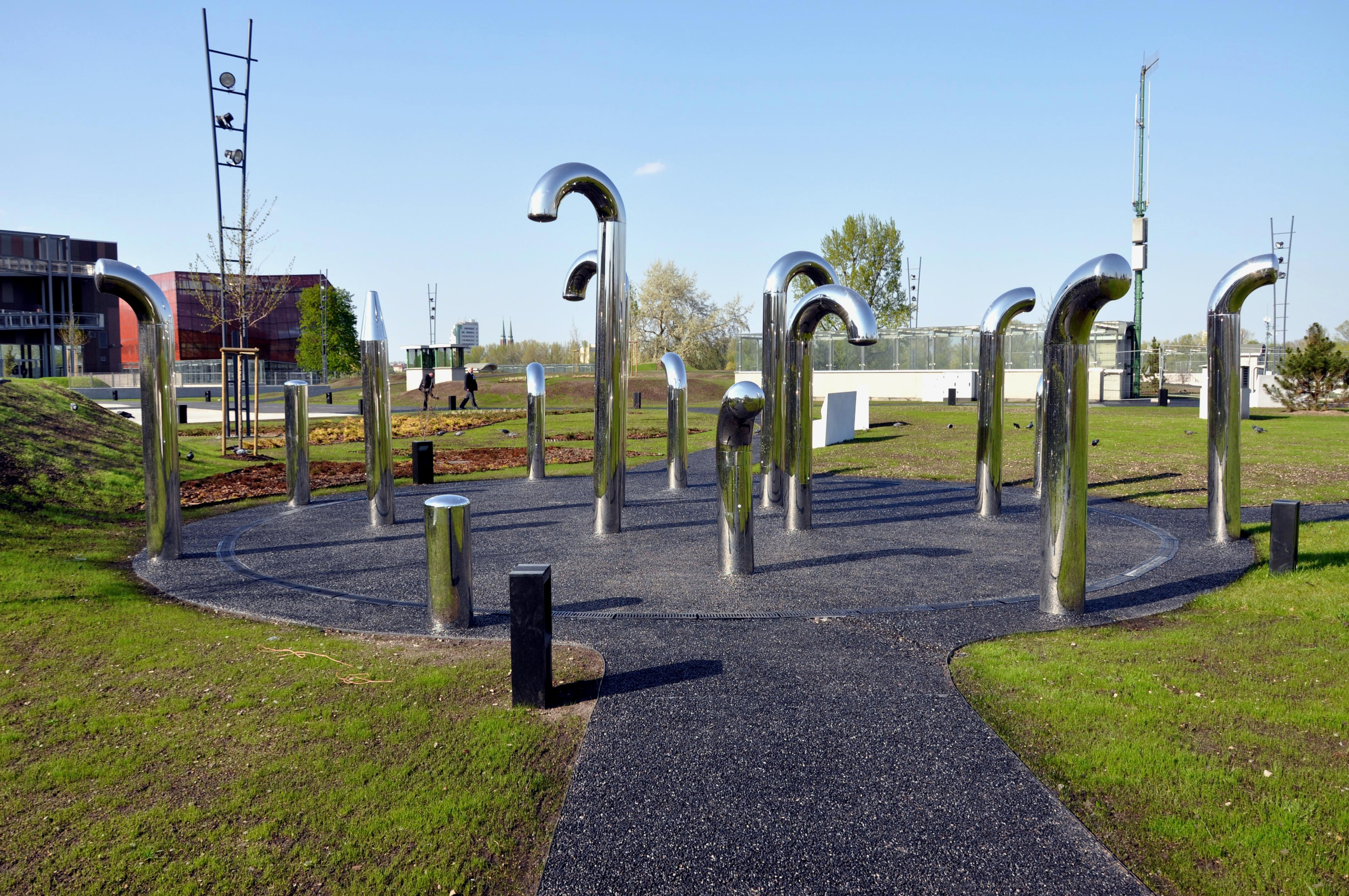
Fragment parku Odkrywców

logo

Centrum Nauki Kopernik w Warszawie (CNK) – centrum nauki znajdujące się przy ul. Wybrzeże Kościuszkowskie 20 w Warszawie, którego celem jest rozwijanie nauki, współpraca z naukowcami i nauczycielami, a według misji instytucji także: inspirowanie do obserwacji, doświadczania, zadawania pytań i poszukiwania odpowiedzi. Centrum jest otwarte dla publiczności od 5 listopada 2010 roku.

## Opis
Pomysł Centrum pochodzi od Łukasza Turskiego, profesora fizyki teoretycznej, popularyzatora nauki zajmującego się także upowszechnianiem fizyki. Centrum nadano nazwę na cześć wielkiego odkrywcy, Mikołaja Kopernika. Centrum jest instytucją, powołaną w 2005 roku i finansowaną przez Miasto Stołeczne Warszawa, Ministerstwo Nauki i Szkolnictwa Wyższego oraz Ministerstwo Edukacji Narodowej.
W latach 2007–2008 Centrum Nauki Kopernik dwukrotnie zostało wyróżnione nagrodą Popularyzator Nauki, przyznawaną przez Ministerstwo Nauki i Szkolnictwa Wyższego oraz serwis „Nauka w Polsce” Polskiej Agencji Prasowej.
Centrum Nauki Kopernik od 2008 jest też, wraz z Polskim Radiem, współorganizatorem Pikniku Naukowego.
W 2011 Centrum gościło konferencję ECSITE (European Network of Science Centres and Museums) – jedno z największych wydarzeń w środowisku centrów nauki i muzeów na świecie.
Od nazwy Centrum pochodzi nadana w marcu 2013 nazwa stacji centralnego odcinka II linii warszawskiego metra, uruchomionej w marcu 2015 i zlokalizowanej na południe od gmachu Centrum, w pobliżu skrzyżowania ulic Tamki i Wybrzeża Kościuszkowskiego.
Zwiedzający mogą poznawać prawa nauki poprzez samodzielne przeprowadzanie doświadczeń na interaktywnych wystawach, a także uczestnicząc w warsztatach i pokazach naukowych.
W 2015 obiekt zwiedził pięciomilionowy zwiedzający. Dyrektorem instytucji jest Robert Firmhofer.

## Rada Programowa
kadencja 2024–2028: prof. Aleksander Bursche (Przewodniczący Rady), Marjolein van Breemen, Catherine Franche, dr Agnieszka Jacobson-Cielecka, prof. Dariusz Jemielniak, prof. dr hab. Małgorzata Kossowska, Maria Mach, prof. dr. hab. Szymon Malinowski, Mirella Panek-Owsiańska, prof. Tomasz Sowiński, dr Barbara Streicher, Rosalia Vargas, dr Jędrzej Witkowski, Hanna Wróblewska, Jakub Wygnański, dr Przemysław Wielowiejski

## Kalendarium 2004-2011
- początek 2004 – powołanie przez Prezydenta Warszawy Lecha Kaczyńskiego Zespołu ds. Centrum Nauki, początek prac nad projektem
- czerwiec 2005 – podpisanie „Umowy o utworzeniu wspólnej instytucji kultury pn. Centrum Nauki Kopernik” przez prezydenta m.st. Warszawy, ministra nauki i informatyzacji oraz ministra edukacji narodowej i sportu
- grudzień 2005 – rozstrzygnięcie międzynarodowego konkursu na projekt architektoniczny budynku Centrum Nauki Kopernik – wygrało go przedsiębiorstwo RAr-2 Laboratorium Architektury z Rudy Śląskiej
- maj 2006 – przyjęcie przez Radę Ministrów Programu Wieloletniego pn. Ekspozycja Centrum Nauki Kopernik
- czerwiec 2006 – premiera wystawy objazdowej Eksperymentuj!
- lipiec 2006 – rejestracja instytucji kultury pod nazwą Centrum Nauki Kopernik
- listopad 2006 – rozstrzygnięcie przetargu na dwa działy wystawy stałej: Świat w ruchu oraz Człowiek i środowisko (wygrało konsorcjum przedsiębiorstw holenderskich Bruns and NortherLight).
- październik 2007 – ogłoszenie przez Stołeczny Zarząd Rozbudowy Miasta przetargu na budowę gmachu Centrum Nauki Kopernik
- grudzień 2007 – rozstrzygnięcie przetargu na dział wystawy stałej Korzenie Cywilizacji (wygrało niemieckie przedsiębiorstwo Huettinger)
- czerwiec 2008 – rozstrzygnięcie przetargu na wykonawcę budynku Centrum – wygrało przedsiębiorstwo Warbud S.A.
- lipiec 2008 – podpisanie umowy na wykonanie budynku Centrum Nauki Kopernik pomiędzy Stołecznym Zarządem Rozbudowy Miasta a przedsiębiorstwem Warbud, uroczystość wbicia pierwszej łopaty pod budynek Centrum i rozpoczęcie budowy przez przedsiębiorstwo Warbud
- październik 2008 – rozstrzygnięcie przetargu na projekt i wykonanie części wystawy stałej – Strefy światła (wygrało przedsiębiorstwo Hüttinger)
- listopad 2008 – rozstrzygnięcie przetargu na projekt i wykonanie Galerii dla młodzieży (wygrało niemieckie przedsiębiorstwo Archimedes)
- 5 listopada 2010 – otwarcie dla publiczności pierwszego modułu budynku wraz z większością wystaw stałych
- 6 grudnia 2010 – otwarcie Teatru Robotycznego
- 31 stycznia 2011 – Planetarium ma swoją nazwę „Niebo Kopernika” i logo
- 3 marca 2011 – otwarcie galerii dla młodzieży – RE: generacji
- 19 czerwca 2011 – otwarcie planetarium – Niebo Kopernika
- 15 lipca 2011 – udostępnienie publiczności parku Odkrywców
- 18 października 2011 – otwarcie laboratorium chemicznego
- 15 listopada 2011 – ruszyła pracownia biologiczna
- 6 grudnia 2011 – udostępnienie publiczności pracowni robotycznej
- 20 grudnia 2011 – otwarcie laboratorium fizycznego

## Budynki

### Budynek główny i Planetarium
Centrum Nauki Kopernik powstało nad Wisłą, w sąsiedztwie Biblioteki Uniwersytetu Warszawskiego, mostu Świętokrzyskiego i stacji metra Centrum Nauki Kopernik. Zostało wybudowane nad tunelem Wisłostrady, u zbiegu Wybrzeża Kościuszkowskiego i ul. Zajęczej. Konstrukcja budynku nie opiera się na tunelu Wisłostrady. Budynek oparty jest na sprężonych dźwigarach podpartych po obydwu stronach tunelu.
Pierwszy moduł budynku Centrum został otwarty 5 listopada 2010 wraz z pięcioma galeriami (Świat w ruchu, Człowiek i środowisko, Korzenie cywilizacji, Strefa światła, Bzzz!). Koszt powstania obiektu wyniósł ponad 305 mln zł, w tym dotacja z UE 207 mln zł.
Autorem projektu w branży architektonicznej jest RAr-2 Laboratorium Architektury Gilner + Kubec z Rudy Śląskiej, wyłonione w konkursie rozstrzygniętym w grudniu 2005. Projekty branż konstrukcyjnej i instalacyjnej powstały w przedsiębiorstwie Buro Happold.
Na Centrum składa się:
- budynek w kształcie litery L o dwóch kondygnacjach naziemnych o powierzchni 15 tys. m², pomieści wystawy stałe i czasowe, laboratoria i pracownie, centrum konferencyjne, kawiarnie i restauracje, a także część biurową
- parking oraz warsztat w kondygnacji podziemnej
- multimedialne planetarium z kopułą o średnicy 16 metrów, usytuowane w bryle przypominającej wyglądem głaz narzutowy – znajdzie się tu też platforma widokowa
- Park Odkrywców otaczający Centrum, a w nim urządzenia do przeprowadzania eksperymentów pod gołym niebem, zewnętrzna galeria sztuki, amfiteatr.
- pawilon 512, będący letnim pawilonem wystawowym, usytuowany w skarpie wiślanej w poziomie nadrzecznych bulwarów rekreacyjnych, pomiędzy mostem Świętokrzyskim a planetarium, zamyka park Odkrywców od strony Wisły. Swoją nazwę bierze od 512. kilometra szlaku żeglownego Wisły, na którego wysokości się znajduje.

### Pracownia Przewrotu Kopernikańskiego
W 2017 rozstrzygnięto konkurs na nowy budynek CNK, nazwany Pracownią Przewrotu Kopernikańskiego. Wygrał go wrocławski oddział niemieckiej pracowni Heinle Wischer und Partner. Pracownia znajduje się pod adresem Wybrzeże Kościuszkowskie 18, przy zjeździe z mostu Świętokrzyskiego wzdłuż ulicy Wybrzeże Kościuszkowskie, zajmując część obszaru wcześniej istniejących tu parku Odkrywców i parkingu.
Budowa rozpoczęła się w sierpniu 2020, a budynek został oddany do użytku 31 marca 2023.
Pracownia Przewrotu Kopernikańskiego jest interdyscyplinarnym ośrodkiem specjalizującym się w badaniu procesów nowoczesnego nauczenia kompetencji niezbędnych w XXI wieku. Znajdują się w nim laboratoria o różnym poziomie zaawansowania. W 2023 znajdowało się w nim ponad 250 typów urządzeń, w tym m.in. 34 zaawansowane technologicznie mikroskopy, 17 robotów przemysłowych, sondy pomiarowe, duże maszyny warsztatowe (sterowana komputerowo tokarka, przemysłowa wycinarka laserowa) i drukarki 3D.

## Wystawy stałe

### Strefa eksperymentowania
W kwietniu 2018 roku zmieniono koncepcję wystaw i otwarto Strefę Eksperymentowania w nowej odsłonie. Jest to ogromna, otwarta przestrzeń zajmująca większą część pierwszego piętra Kopernika, poświęcona człowiekowi i przyrodzie. Można tu samodzielnie eksperymentować przy ponad 200 eksponatach tworzących 19 grup tematycznych. Strefa jest podzielona na dwie części:
- Część zachodnia

Galeria pokazuje zagadnienia związane ze zjawiskami fizycznymi.
Można tu zobaczyć instalację ukazującą portrety znanych osób zrobione z poruszających się pęcherzyków powietrza, np.: Elvis Presley czy Marilyn Monroe lub zrobić swój własny portret. Znajdują się tu eksponaty związane z falami, prądem, płynami czy zjawiskami chaotycznymi. Można udać się na spacer z żyroskopową walizką czy zbudować magnetyczny most. Zwiedzający dowie się również, za co Einstein dostał nagrodę Nobla i dostrzeże promieniowanie kosmiczne.
Grupy tematyczne: Prąd i magnetyzm. Fale i drgania, Żyroskopy i moment bezwładności, Płyny, Maszyny proste, Kosmos, Zjawiska chaotyczne.
- Część wschodnia

Galeria skupia się na człowieku oraz wszystkim, co go otacza i wokół niego funkcjonuje.
Można tu sprawdzić jak zmysły i umiejętności pozwalają odbierać, interpretować i opisywać świat oraz przetestować możliwości własnego ciała (wrażliwość na światło, postrzeganie kolorów czy podatność na iluzje). Części wystawy zajmują eksponaty ilustrujące procesy biologiczne zachodzące w przyrodzie. Na własne oczy można zobaczyć fotosyntezę, przyjrzeć się stułbiom i rozrastającym się grzybom. Zwiedzający zapozna się tu również ze zjawiskami dotyczącymi światła, dowie się jak powstają kolory oraz „rozwinie tęczę”.
Grupy tematyczne: Obraz w oku, Anatomia i fizjologia człowieka, Możliwości człowieka – sprawdź się, Percepcja, Ruch – wzrok, Iluzje, Światło i barwy, Światło i optyka, Perspektywa, Symetria, Kształty i wzory, Środowisko – procesy.

### Bzzz!
Galeria jest przeznaczona dla dzieci do 5. roku życia i w przystępny dla nich sposób porusza zagadnienia związane z przyrodą.

### RE: generacja
Galeria przeznaczona jest dla tzw. młodych dorosłych. Wiele eksponatów odwołuje się do zjawisk psychologicznych i socjologicznych. Można tu skorzystać ze studia wyposażonego w technologię blue box, sprawdzić się jako mówca w parlamencie albo wysłać swój komunikat na pokład sondy Pioneer 10. Są tu również dostępne reactable oraz dyskoteka generująca energię elektryczną z ruchu korzystających z niej.

### Teatr Robotyczny
W Teatrze Robotycznym grają RoboTheSpiany. Można obejrzeć spektakle: „O królewiczu Ferrycym i królewnie Krystali” na podstawie Bajek robotów Stanisława Lema oraz „Tajemnica Pustej Szafy, czyli Duchy z czwartego wymiaru” na podstawie powieści „Flatland: A Romance of Many Dimensions” Edwina Abotta. Robotom głosów użyczyli wybitni polscy aktorzy, m.in. Wiktor Zborowski, Marian Opania czy Piotr Fronczewski.
Przy wejściu głównym znajduje się interaktywny RoboTheSpian. Może on między innymi używać cytatów ze znanych polskich i zagranicznych filmów, np.: Miś, Rejs, Gwiezdne wojny czy Szklana pułapka.

### Teatr Wysokich Napięć
Zwiedzający zamknięty w klatce Faradaya może zobaczyć spektakle, których głównym bohaterem jest prąd elektryczny.

### Majsternia
Majsternia to miejsce, w którym każdy z odwiedzających, niezależnie od wieku, wiedzy i umiejętności samodzielnie podejmuje wyzwania inżynieryjne, naukowe, logiczne, mając do dyspozycji przedmioty codziennego użytku – słomki, papier, spinacze, kulki, gumki. Bez dokładnych instrukcji, bez ocen, bez limitów czasowych.

### Miniwarsztaty
Miniwarsztaty odbywają się w przestrzeni wystaw. W swobodnej atmosferze i małej grupie osób można samodzielnie wykonać różne zadania. Miniwarsztaty poruszają różnorodne tematy, od daktyloskopii po okulary 3D i rozpalanie ognia.

### Korzenie cywilizacji (zamknięta)
Galeria prezentowała historię cywilizacji ludzkiej i jej najważniejsze wynalazki np.: radio, internet czy film. Eksponatami i stanowiskami na wystawie były m.in.: stanowiska z archiwalnymi nagraniami Polskiego Radia, stanowiska dotyczące historii malarstwa i architektury, instalacja ukazująca historię koła (od kół kamiennych i drewnianych poprzez koła samochodowe i rowerowe do płyt winylowych i kompaktowych). Część eksponatów umożliwiała słuchanie modlitw największych religii, a także przyjrzenie się trójwymiarowemu modelowi Kamienia z Rosetty. Tzw. odgłosy cywilizacji obecne na wystawie były zgrupowane wokół dźwięków m.in.: paryskiego metra, rynku w Kalkucie czy kas w supermarkecie. Na terenie galerii ustawiono także robota wzorowanego na postaci Elektrybałta wymyślonej przez Stanisława Lema. Elektrybałt może na podstawie podanych przez zwiedzającego trzech słów ułożyć m.in. limeryk, epitafium czy sonet.

## Wystawy czasowe

### Zmierz się! (14 marca 2019 – 26 kwietnia 2020)
Wystawa pochodzi ze Szwajcarskiego Centrum Nauki Technorama. Eksponaty dotyczą mierzenia ludzkiego ciała (wysokość, refleks, głośność krzyku itd.). W otwarciu wystawy brali udział sportowcy Tomasz Majewski i Monika Pyrek.

### Powietrze – więcej niż nic (15 grudnia 2017 – 24 lutego 2019)
Na wystawę Powietrze – więcej niż nic złożyło się 45 interaktywnych eksponatów, które pomagały odkryć i docenić właściwości powietrza. Eksponatami i stanowiskami na wystawie były m.in. Półkule magdeburskie, Rower ze śmigłem, Fontanny w szkle, Latający dywan, Sznur w strudze powietrza, Próżniowe działo, Poczta pneumatyczna. Po zamknięciu wystawy eksponat Powietrzna fontanna został w Koperniku.

### Inne poprzednie wystawy
Płyń lub Giń, Obywatele w medycynie, Lustra, Mikroświat, Wszechświat i Cząstki, Zapach – niewidzialny kod, Wszystko Gra, Miejsce Odległe, Surowe Formy.

## Planetarium Niebo Kopernika
Niebo Kopernika to planetarium, w którym odbywają się nie tylko pokazy gwiezdnego nieba i filmów. Seanse poruszają różnorodne tematy popularnonaukowe – astronomiczne, przyrodnicze, a także etnograficzne.
Pokazy wyświetlane są na sferycznym ekranie otaczającym widownię ze wszystkich stron. Dzięki takiemu rozwiązaniu widzowie mają poczucie zanurzenia w wyświetlanym świecie, a wrażenie to jest potęgowane przez system nagłośnieniowy rozmieszczony dookoła kopuły.

## Laboratoria
W laboratoriach Centrum Nauki Kopernik mogą eksperymentować wszyscy, którzy ukończyli 13 lat (dla grup zorganizowanych od wtorku do piątku) i 9 lat w weekendy (tzw. minilaby dla turystów indywidualnych). W laboratorium biologicznym publiczność poznaje czym są, m.in. termocykler, zestaw do elektroforezy, komora laminarna czy pipeta automatyczna. W pracowni chemicznej zwiedzający mogą wyprodukować wodór, wytworzyć prąd w wyniku reakcji chemicznej oraz wykonać mydło w wyniku reakcji zmydlania tłuszczów. W pracowni robotycznej zwiedzający mogą zbudować lub zaprogramować swojego robota. W laboratorium fizycznym działania koncentrują się na świetle, falach, zjawiskach termicznych i akustycznych, a także na cząstkach elementarnych.
W laboratorium biologicznym Centrum wyhodowano w 2019 pierwszą w Polsce porcję czystego mięsa (mięso kurczaka). Wykonawcą trwającego 2 miesiące eksperymentu był Stanisław Łoboziak. Potrawę sporządzoną z tak uzyskanego mięsa publicznie spożył dyrektor Centrum Robert Firmhofer.

## Centrum Konferencyjne Kopernik
Centrum Konferencyjne Kopernik znajduje się w środkowej części budynku Centrum Nauki Kopernik na ulicy Wybrzeże Kościuszkowskie w Warszawie. Na Centrum Konferencyjne składają się zespół sal konferencyjnych oraz sala audytoryjna, mogące pomieścić łącznie około 700 osób. Rocznie odbywa się tu średnio 100 wydarzeń komercyjnych i 50 programowych, w tym konferencje, wykłady, spotkania i festiwale.

## Działania w obszarze komunikacji naukowej

### Wystawa Eksperymentuj!
Wystawa Eksperymentuj! to pierwsza wystawa wykonana przez Centrum Nauki Kopernik. Miała swoją premierę w czerwcu 2006 podczas Pikniku Naukowego; od września 2006 odwiedzała szkoły i ośrodki kulturalne w całej Polsce. W dniach 10–19 listopada 2006 była pokazywana na Katalońskim Tygodniu Nauki w Barcelonie; a w dniach 21–22 lutego 2007 – podczas festiwalu „Veda na Radnici” w Brnie.
Wystawa składa się ze stanowisk, na których zwiedzający samodzielnie przeprowadzają doświadczenia z różnych dziedzin nauki: fizyki, chemii, biologii, matematyki i dzięki temu mogą zrozumieć dane zjawisko. Przy każdym stanowisku znajduje się krótkie wyjaśnienie fenomenów. W latach 2018–2019 wystawa stała się częścią projektu „Nauka dla Ciebie”, wizytując różne miejscowości w Polsce w formie tzw. „Naukobusu”.

### Warsztaty Familijne
Centrum Nauki Kopernik organizuje także Warsztaty familijne, na których dzieci (w wieku 5–8 lat) razem ze swoimi rodzicami lub opiekunami przeprowadzają eksperymenty, które pomagają im lepiej zrozumieć zjawiska z codziennego życia (np.: skąd w kontakcie bierze się prąd, jak działa telewizja, dlaczego ciasto rośnie na drożdżach).

### Pokazy, warsztaty i działania dla nauczycieli
Centrum bierze udział w imprezach popularyzujących naukę. Prowadzi naukowe pokazy i warsztaty podczas Lata i Zimy w mieście, Lata z Radiem, Festiwali Nauki itp. Centrum Nauki Kopernik wspiera również nauczycieli. Organizuje dla nich szkolenia oraz konkursy.

### Cykl debat Uwolnij Myślenie (2010-2011)
1 grudnia 2010 Centrum Nauki Kopernik we współpracy z Centrum Myśli Jana Pawła II zorganizowało pierwszą debatę z cyklu „Uwolnij myślenie. Spotkania humanistów z przyrodnikami”. W ramach cyklu odbyły się debaty zatytułowane:
- Nauka w ryzach kultury
- Umysł w mózgu czy mózg w umyśle? Nauka na tropie świadomości
- Po co nam płeć?
- Czy cierpienie uszlachetnia?[31]

### Konkurs FameLab Poland

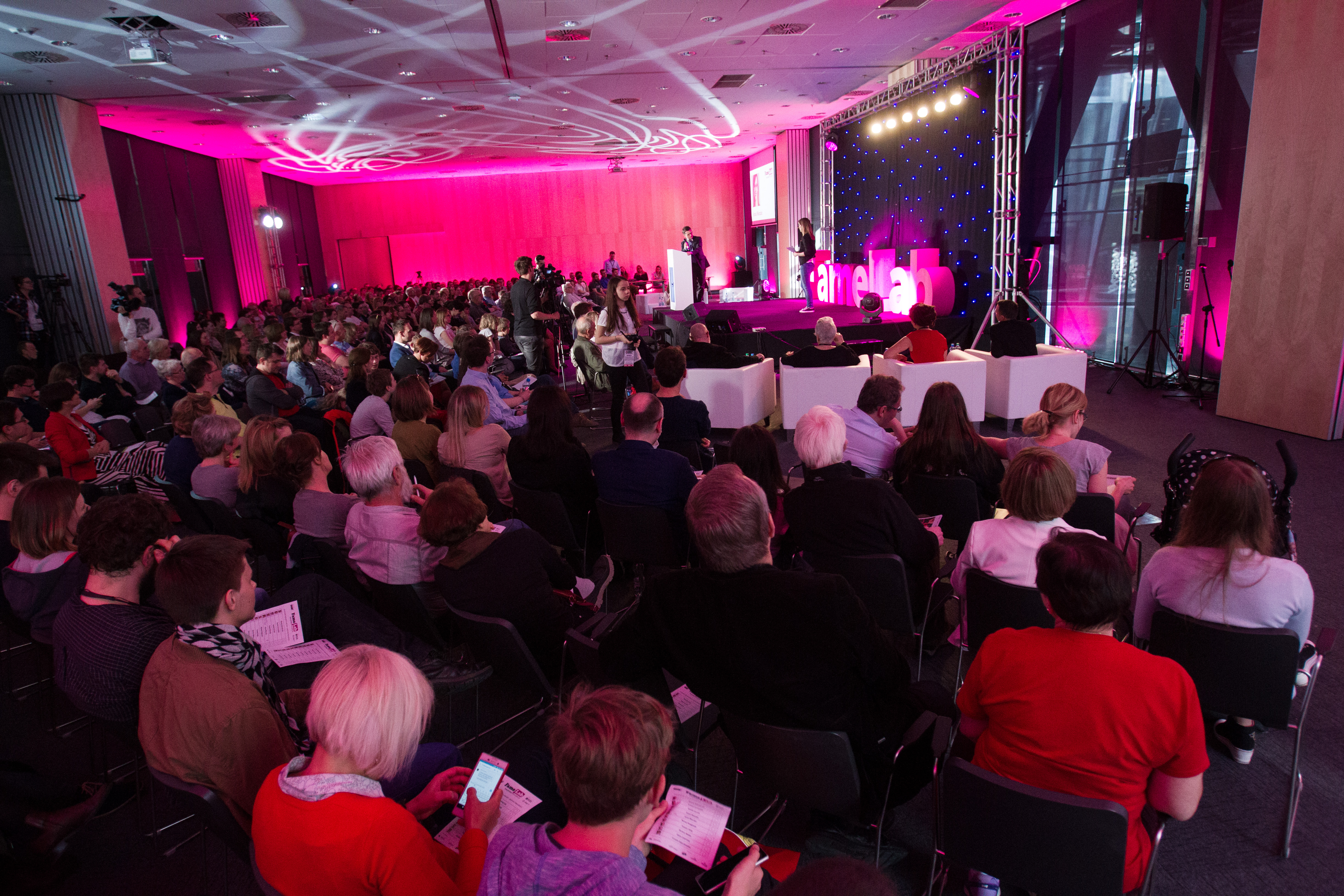
Konkurs FameLab Poland, finał 2017

Polska odsłona corocznego, międzynarodowego konkursu dla naukowców i inżynierów działających w obszarach nauk ścisłych, przyrodniczych, medycznych, rolniczych lub technicznych. Celem polskiej edycji jest rozwijanie kompetencji naukowców w zakresie publicznego zabierania głosu, inspirowania publiczności i pobudzania jej wyobraźni. Organizatorami konkursu w Polsce są Centrum Nauki Kopernik oraz British Council. Każdy uczestnik musi przygotować trzyminutowe wystąpienie, w czasie którego opowiada o wybranym przez siebie zjawisku albo o swojej działalności naukowej. Konkurs jest realizowany w Polsce od 2012 roku.